# De Lutte
Pour les articles homonymes, voir Lutte.

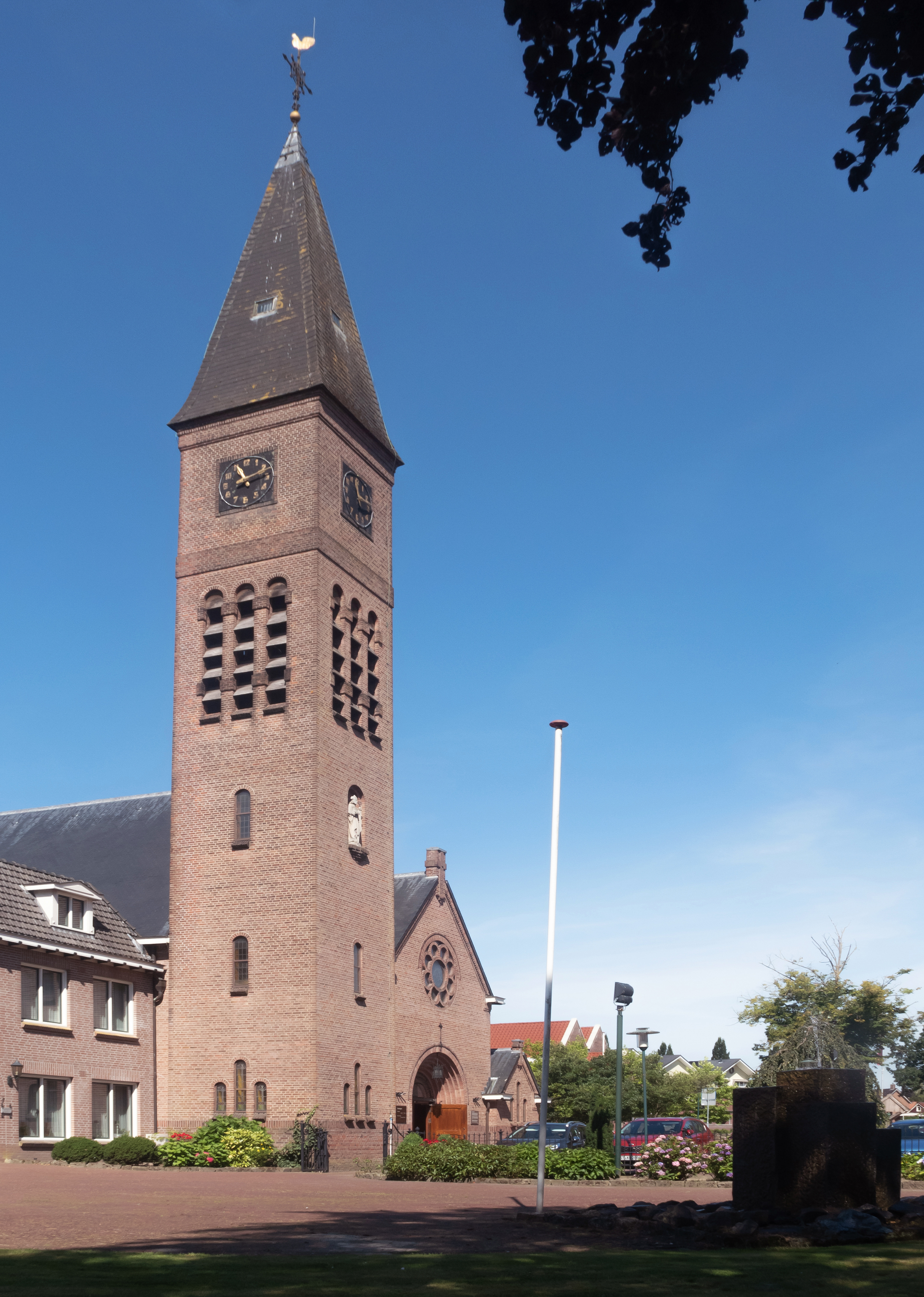
L'église: la Plechelmuskerk

De Lutte est un village situé dans la commune néerlandaise de Losser, dans la province d'Overijssel. Le 1er janvier 2004, le village comptait 1 650 habitants.